# Xylotrechus sieversi
Xylotrechus sieversi là một loài bọ cánh cứng trong họ Cerambycidae.